# New York Film Critics Circle Awards 1947
La 13ª edizione della cerimonia dei New York Film Critics Circle Awards, annunciata il 28 dicembre 1947, si è tenuta il 19 gennaio 1948 ed ha premiato i migliori film usciti nel corso del 1947.

## Vincitori

### Miglior film
- Barriera invisibile (Gentleman's Agreement), regia di Elia Kazan

### Miglior regista
- Elia Kazan - Barriera invisibile (Gentleman's Agreement)

### Miglior attore protagonista
- William Powell - The Senator Was Indiscreet e Vita col padre (Life with Father)

### Miglior attrice protagonista
- Deborah Kerr - Narciso nero (Black Narcissus) ed Agente nemico (I See a Dark Stranger)

### Miglior film in lingua straniera
- Vivere in pace, regia di Luigi Zampa • Italia